# Faverolles (Cantal)
Pour les articles homonymes, voir Faverolles.
Faverolles est une ancienne commune française, située dans le département du Cantal en région Auvergne-Rhône-Alpes. Elle a fusionné le 1er janvier 2016 avec les communes de Loubaresse, Saint-Just et Saint-Marc pour constituer la commune nouvelle de Val d'Arcomie.

## Géographie

### Localisation
Faverolles est une ancienne commune du Cantal, bordée au nord par la Truyère et par ses affluents, le ruisseau d'Arcomie à l'est et le Bès à l'ouest.

## Toponymie
Dérivé du mot latin faba signifiant « fève », le nom de Faverolles désigne donc un « champ où l'on cultive des fèves ».

## Histoire
En 1839, elle absorbe conjointement avec Fridefont l'ancienne commune de Mallet.

## Politique et administration
| Période                                  | Période  | Identité        | Étiquette | Qualité                    |
| ---------------------------------------- | -------- | --------------- | --------- | -------------------------- |
| Les données manquantes sont à compléter. |          |                 |           |                            |
| janvier 2016                             | En cours | Gérard Allanche | DVD       | Retraité Fonction publique |

| Période                                  | Période       | Identité          | Étiquette | Qualité                    |
| ---------------------------------------- | ------------- | ----------------- | --------- | -------------------------- |
| Les données manquantes sont à compléter. |               |                   |           |                            |
| mars 2001                                | mars 2014     | Michel Beauregard |           |                            |
| mars 2014                                | décembre 2015 | Gérard Allanche   | DVD       | Retraité Fonction publique |

## Démographie
L'évolution du nombre d'habitants est connue à travers les recensements de la population effectués dans la commune depuis 1793. À partir du 1er janvier 2009, les populations légales des communes sont publiées annuellement dans le cadre d'un recensement qui repose désormais sur une collecte d'information annuelle, concernant successivement tous les territoires communaux au cours d'une période de cinq ans. 
Pour les communes de moins de 10 000 habitants, une enquête de recensement portant sur toute la population est réalisée tous les cinq ans, les populations légales des années intermédiaires étant quant à elles estimées par interpolation ou extrapolation. Pour la commune, le premier recensement exhaustif entrant dans le cadre du nouveau dispositif a été réalisé en 2007,.
En 2013, la commune comptait 308 habitants, en évolution de +1,65 % par rapport à 2008 (Cantal : −1,19 %, France hors Mayotte : +2,49 %).
| 1793  | 1800  | 1806  | 1821  | 1831  | 1836  | 1841  | 1846 | 1851  |
| ----- | ----- | ----- | ----- | ----- | ----- | ----- | ---- | ----- |
| 1 132 | 1 182 | 1 159 | 1 051 | 1 091 | 1 080 | 1 000 | 979  | 1 023 |

| 1856 | 1861 | 1866 | 1872 | 1876 | 1881 | 1886 | 1891 | 1896 |
| ---- | ---- | ---- | ---- | ---- | ---- | ---- | ---- | ---- |
| 970  | 928  | 858  | 870  | 838  | 858  | 882  | 885  | 823  |

| 1901 | 1906 | 1911 | 1921 | 1926 | 1931 | 1936 | 1946 | 1954 |
| ---- | ---- | ---- | ---- | ---- | ---- | ---- | ---- | ---- |
| 855  | 810  | 806  | 801  | 748  | 722  | 708  | 635  | 631  |

| 1962 | 1968 | 1975 | 1982 | 1990 | 1999 | 2007 | 2012 | 2013 |
| ---- | ---- | ---- | ---- | ---- | ---- | ---- | ---- | ---- |
| 634  | 549  | 502  | 441  | 378  | 334  | 304  | 305  | 308  |

## Culture locale et patrimoine

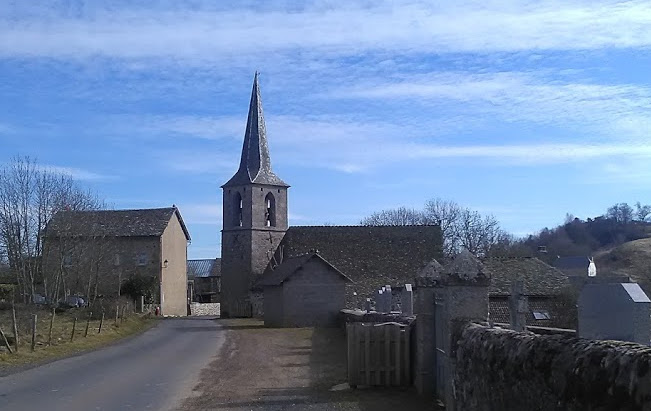
Église de Montchanson.

### Lieux et monuments
- Le château du Chassan, XIVe – XVIIIe siècle, inscrit au titre des monuments historiques en 1992[8]. Il fut la possession de la famille de Ponsonnailles de Grisols depuis le XIVe siècle et doit son aspect actuel à une reconstruction au XVIIIe siècle. De l'édifice primitif, il ne subsiste qu'une porte dans l'aile sud. Le corps de logis avec un avant-corps surmonté d'un fronton triangulaire et encadré par deux ailes. Le décor et le mobilier du XVIIIe siècle ont été conservés et il abrite notamment six tapisseries des XVIe et XVIIe siècles qui proviennent probablement de l'ancien château de Faverolles[9].
- La croix de Montchanson, inscrite au titre des monuments historiques en 1983[10].
- Le cirque de Mallet sur le lac du barrage de Grandval.
- Source d'eau minérale de Montchanson, autorisée en 1890 (n'est plus exploitée).
- Auriac, village qui faisait partie de la paroisse de Faverolles dont une partie donnée aux templiers est devenue une annexe de la commanderie de Celles et l'autre donnée aux Hospitaliers, une annexe de la commanderie de Montchamp, au sein du grand prieuré d'Auvergne[11],[12].